# Lampria splendens
Lampria splendens là một loài ruồi trong họ Asilidae. Lampria splendens được Macquart miêu tả năm 1834. Loài này phân bố ở vùng Tân nhiệt đới.